# Lingue turche
Le lingue turche, dette anche lingue turciche, sono una famiglia di lingue parlate in Europa e Asia.

## Distribuzione geografica

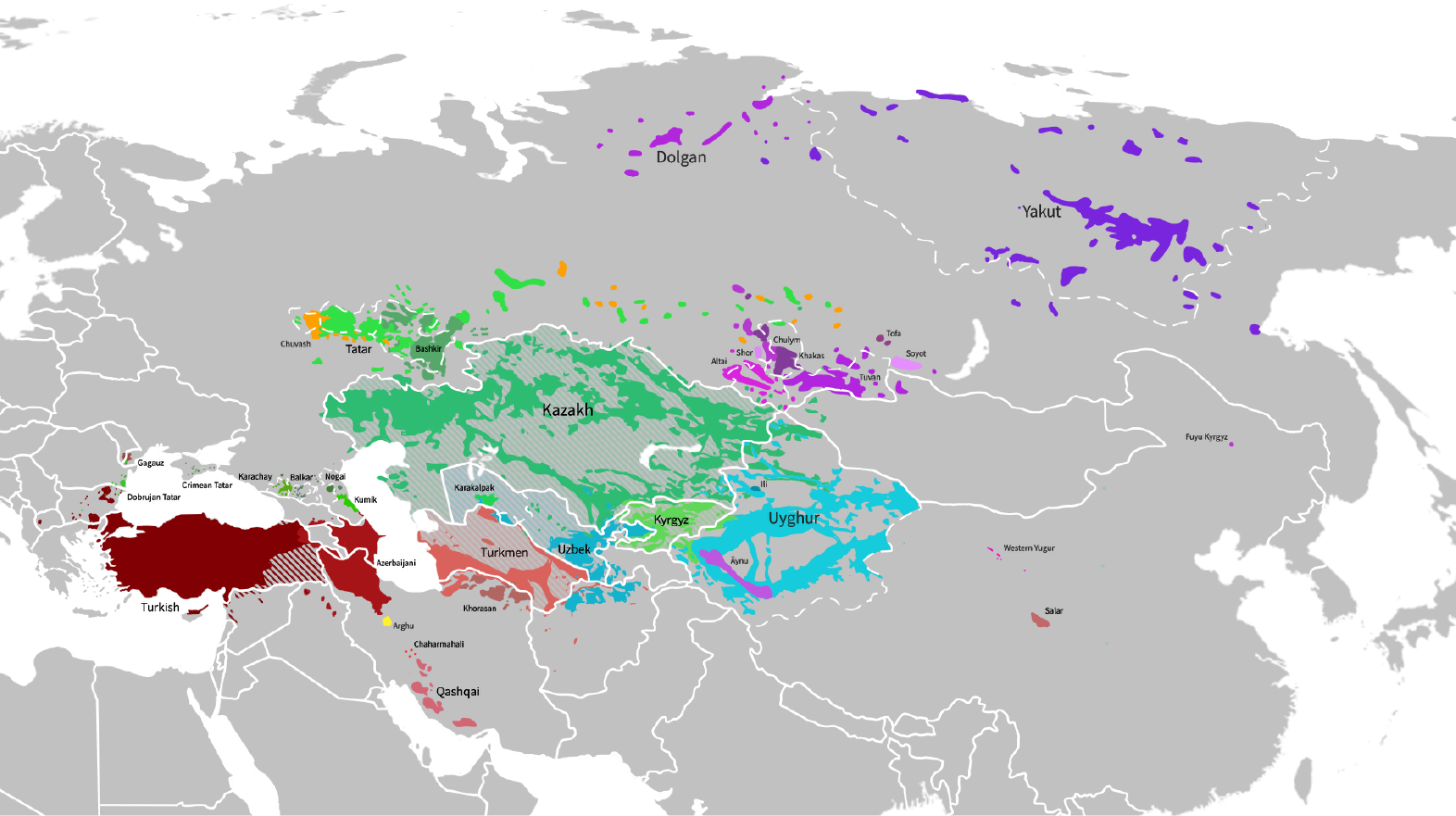
Distribuzione geografica delle lingue turche

Sono circa trenta lingue, parlate su un'area che spazia dall'Europa orientale alla Siberia e la Cina occidentale da una comunità stimata di 200 milioni di madrelingua, e decine di milioni di locutori come seconda lingua. La lingua turcica maggiormente parlata (38% del totale) è il turco, lingua ufficiale della Turchia. Questa famiglia di lingue presenta un alto grado di intelligibilità reciproca ed ha un gradiente di dialetti continuo da est ad ovest, mentre nel nord-est (zone siberiane e confinanti) vi sono varianti isolate.

## Classificazioni

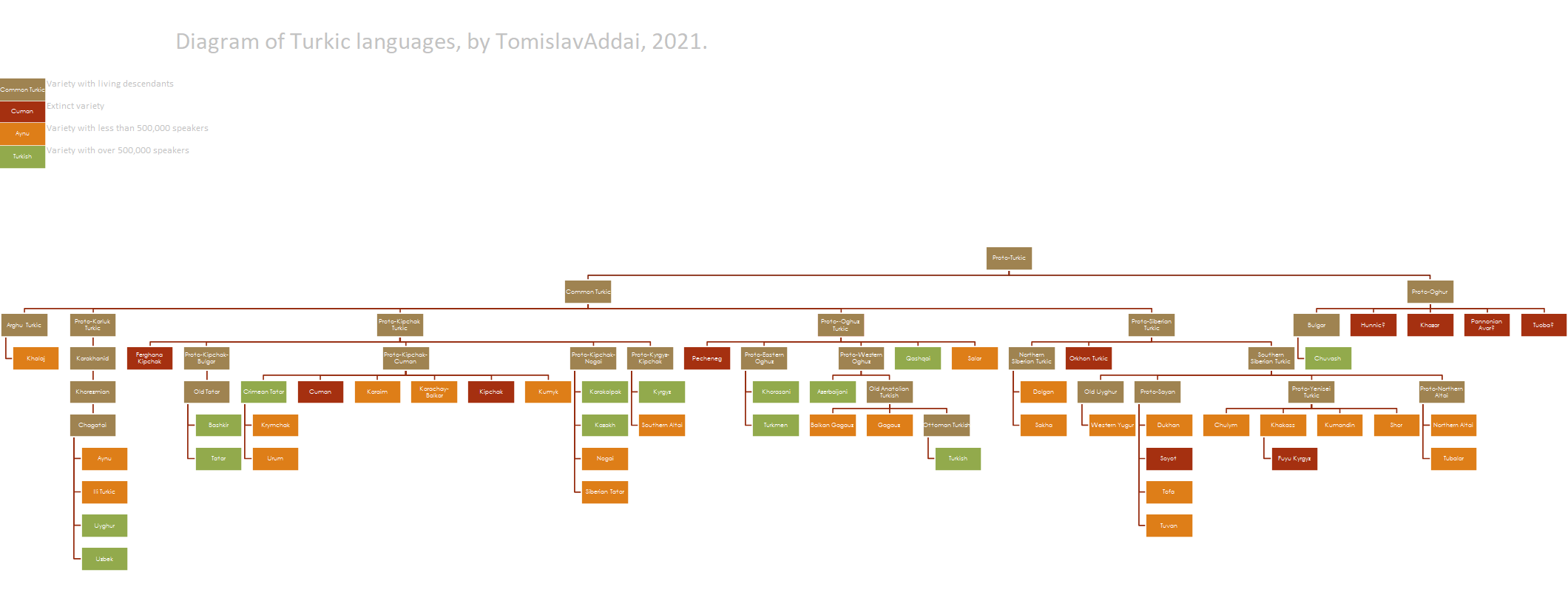
Diagramma di classificazione delle lingue turche

Poiché le lingue turciche condividono alcune caratteristiche con le lingue mongoliche, le lingue tunguse, le lingue coreane e le lingue nipponiche esse furono tradizionalmente considerate un gruppo dell'ipotetica famiglia delle lingue altaiche. Comunque la gran parte dei glottologi contemporanei rifiuta questa classificazione e considera le lingue turciche una famiglia a sé stante, e non un gruppo. Una somiglianza apparente con le lingue uraliche spinse alcuni linguisti a considerarle parte di una famiglia addirittura più estesa, e altrettanto inverosimile, di lingue uralo-altaiche, famiglia la cui esistenza oggi è totalmente confutata.
La classificazione genetica delle lingue turche maggiormente accettata è quella di Aleksandr Samojlovič, importante studioso delle lingue turche, che ha ricoperto prestigiosi incarichi in diverse istituzioni scientifiche e culturali dell'Unione Sovietica, fra le quali l'Istituto di Studi Orientali dell'Accademia delle Scienze, della quale fu direttore sino al 1937.
- Lingue turche occidentali
  - Gruppo bulgaro
    - Ciuvascio
    - Cazaro (estinto)
    - Bulgaro del Volga (estinto)

  - Gruppo oghuz (sud-occidentale)
    - Turco
    - Azero
    - Turkmeno
    - Tataro di Crimea[8]
    - Urum
    - Qashqai
    - Khorasani
    - Salar
    - Gagauzo
    - Khalaj
    - Pecenego (estinto)
    - Turco ottomano (estinto)

  - Gruppo Kypchak (nord-occidentale)
    - Lingue kypchak-bolgar
      - Tataro
      - Baschiro
      - Baraba

    - Lingue kypchak-cuman (kypchak-oghuz, ponto-caspiano)
      - Tataro di Crimea
      - Urum
      - Caraciai-balcaro
      - Cumucco
      - Caraimo
      - Krymchak
      - Cumano (estinto)
      - Kipchako (estinto)

    - Lingue kypchak-nogay
      - Kazako
      - Caracalpaco
      - Nogai

  - Gruppo karluk (sud-orientale, chagatai)
    - Uzbeco
    - Uiguro
    - Lop
    - Chagatai (estinto)
- Lingue turche orientali
  - Gruppo kyrgyz-kypchak
    - Kirghiso
    - Altai

  - Gruppo siberiano (nord-orientale)
    - Jacuto
    - Tuvano
    - Chakasso
    - Shoro
    - Fuyü gïrgïs
    - Chulymo
    - Tofa
    - Dolgano
    - Yugur occidentale (lingua degli uiguri gialli o sari-uiguri)
    - Altai settentrionale

Geograficamente e linguisticamente, le lingue dei sottogruppi del sud-ovest, nord-ovest, e sud-est appartengono alle lingue turche centrali, mentre il sottogruppo del nord-est, il khalaj, è definito lingua periferica.
Secondo Ethnologue, la classificazione delle lingue turche è la seguente:
- Lingue altaiche
  - Lingue turche
    - Lingua urum (codice ISO 639-3 uum)
    - Lingua proto-bulgara (Bolgar)
      - Lingua ciuvascia (chv)

    - Lingue turche settentrionali
      - Lingua altai settentrionale (atv)
      - Lingua altai meridionale (alt)
      - Lingua chakassa (kjh)
      - Lingua dolgan (dlg)
      - Lingua karagas (kim)
      - Lingua shor (cjs)
      - Lingua tuvana (tyv)
      - Lingua yakuta (sah)

    - Lingue turche orientali
      - Lingua aini (aib)
      - Lingua chagatai (chg)
      - Lingua ili turki (ili)
      - Lingua uigura (uig)
      - Lingua uzbeca settentrionale (uzn)
      - Lingua uzbeca meridionale (uzs)
      - Lingua yugur occidentale (ybe)

    - Lingue turche meridionali
      - Lingua khalaj turca (klj)
      - Lingua qashqa'i (qxq)
      - Lingua salar (slr)
      - Lingua tatara di Crimea (crh)
      - Lingua azera
        - Lingua azera settentrionale (azj)
        - Lingua azera meridionale (azb)
        - Lingua salchuq (slq)

      - Lingue turche
        - Lingua gagauza (gag)
        - Lingua turca (tur)
        - Lingua turca gagauza balcanica (bgx)
        - Lingua turca khorasani (kmz)

      - Lingua turkmena (tuk)

    - Lingue turche occidentali
      - Lingue aralo-caspiche
        - Lingua kirghisa (kir)
        - Lingua karakalpaka (kaa)
        - Lingua kazaka (kaz)
        - Lingua nogai (nog)

      - Lingue ponto-caspiche
        - Lingua caraciai-balcara (krc)
        - Lingua caraima (kdr)
        - Lingua cumucca (kum)
        - Lingua krymchak (jct)

      - Lingue turche uraliche
        - Lingua baschira (bak)
        - Lingua chulym (clw)
        - Lingua tatara (tat)

## Storia

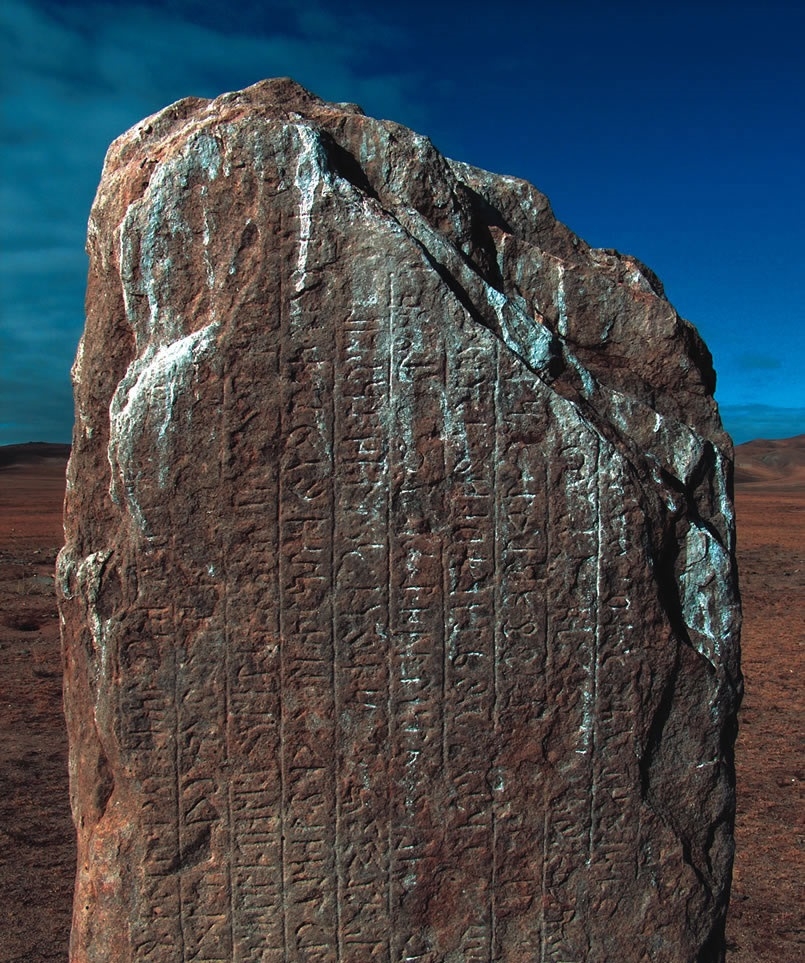
iscrizione Kul-chur in turco antico in alfabeto dell'Orhon dell'VIII secolo d.C. trovata nella provincia del Tôv in Mongolia

Per secoli i popoli di lingue turche si sono spostati e mescolati per gran parte dell'Eurasia e le loro lingue sono state influenzate sia dai mutui contatti sia dalle lingue con cui entrarono in contatto, particolarmente le lingue iraniche, le lingue slave e le lingue mongole. Questo fatto ha in qualche modo oscurato gli sviluppi storici di ciascuna lingua e sottogruppo linguistico della famiglia turca, e come conseguenza sono stati proposte diverse classificazioni delle lingue turche.
Vari elementi delle lingue turche sono passati, nell'ungherese, persiano, russo, nel bulgaro, e in misura minore nell'arabo.

## Grammatica
La famiglia delle lingue turche manifesta armonia vocalica, è composta da lingue agglutinanti, e la struttura della frase è di tipo SOV.